# Collegio di Herne Bay and Sandwich
Herne Bay and Sandwich è un collegio elettorale inglese situato nel Kent, nel Sud Est dell'Inghilterra, e rappresentato alla Camera dei Comuni del Parlamento del Regno Unito. Elegge un membro del Parlamento con il sistema first-past-the-post, ossia maggioritario a turno unico; l'attuale parlamentare è Roger Gale del Partito Conservatore, che rappresenta il collegio dal 2024.

## Estensione
Il collegio è costituito dai seguenti ward:
- nella città di Canterbury: Beltinge; Greenhill; Herne & Broomfield; Heron; Reculver; Sturry e West Bay.
- nel distretto di Dover: Little Stour and Ashstone e Sandwich;
- nel distretto di Thanet: Birchington North; Birchington South; Garlinge; Thanet Villages; Westbrook e Westgate-on-Sea.[1]

Comprende le seguenti aree del Kent:
- circa l'80% del precedente collegio di North Thanet, incluse Herne Bay, Birchington-on-Sea e Westgate-on-Sea;
- Sandwich proveniente dal collegio di South Thanet;
- Sturry proveniente dal collegio di Canterbury.

## Membri del Parlamento
| Elezione | Elezione | Deputato   | Partito      |
| -------- | -------- | ---------- | ------------ |
|          | 2024     | Roger Gale | Conservatore |

## Elezioni

### Elezioni negli anni 2020
| Partito                    | Partito                                         | Candidato                  | Risultati 4 luglio 2024 | Risultati 4 luglio 2024 |
| Partito                    | Partito                                         | Candidato                  | Voti                    | %                       |
| -------------------------- | ----------------------------------------------- | -------------------------- | ----------------------- | ----------------------- |
|                            | Conservatore                                    | Roger Gale                 | 17 243                  | 35,31                   |
|                            | Laburista                                       | Helen Whitehead            | 14 744                  | 30,20                   |
|                            | Reform UK                                       | Amelia Randall             | 10 602                  | 21,71                   |
|                            | Verdi                                           | Thea Barrett               | 3 529                   | 7,23                    |
|                            | Lib Dem                                         | Angie Curwen               | 2 709                   | 5,55                    |
|                            |                                                 |                            |                         |                         |
| Iscritti                   | Iscritti                                        | Iscritti                   | 77 841                  | 100,00                  |
| ↳ Votanti (% su iscritti)  | ↳ Votanti (% su iscritti)                       | ↳ Votanti (% su iscritti)  | 48 827                  | 62,73                   |
| ↳ Astenuti (% su iscritti) | ↳ Astenuti (% su iscritti)                      | ↳ Astenuti (% su iscritti) | 29 014                  | 37,27                   |
|                            |                                                 |                            |                         |                         |
|                            | Esito: collegio a Conservatore (nuovo collegio) |                            |                         |                         |